# Johann Georg Bergmüller
Johann Georg Bergmüller (Türkheim, 15 de abril de 1688 - Augsburg, 2 de abril de 1762) foi um importante pintor da Alemanha na passagem do Barroco para o Rococó.
Recebeu formação artística de seu pai e depois de Johann Andreas Wolff, pintor da corte de Munique. Em 1711 viajou pelos Países Baixos para alargar seus horizontes culturais. Em seu retorno, fixou-se em Augsburg, onde adquiriu cidadania e casou com Barbara Kreutzerin. Com ela teve dez filhos. Um deles, Johann Baptist Konrad Bergmüller, viria a se tornar importante pintor, gravurista e teórico da arte.
Da extensa obra de Bergmüller pouco chegou aos nossos dias, mas o que existe basta para estabelecer sua sólida reputação. Publicou em 1723 um tratado sobre as proporções, Anthropometria. Também foi diretor da Academia de Arte de Augsburg, além de ter ensinado muitos alunos como o mais importante professor de afresco da região.
Sua autoria sobre algumas pinturas (altares laterais) graças ao trabalho de restauração na Igreja do Anjo da Guarda em Eichstätt foi questionada.